# Дамяново (Болгарія)
Дамя́ново (болг. Дамяново) — село в Габровській області Болгарії. Входить до складу общини Севлієво.

## Населення
За даними перепису населення 2011 року у селі проживали 434 особи.
Національний склад населення села:
| Національність   | Кількість осіб | Відсоток |
| ---------------- | -------------- | -------- |
| болгари          | 342            | 79,2%    |
| турки            | 52             | 12,0%    |
| цигани           | 29             | 6,7%     |
| інша             | 0              | 0%       |
| не визначились   | 9              | 2,1%     |
| Всього відповіли | 432            |          |

Розподіл населення за віком у 2011 році:
Динаміка населення: